# HD86216
HD86216 — хімічно пекулярна зоря спектрального класу B8, що має видиму зоряну величину в смузі V приблизно  7,0.
Вона  розташована на відстані близько 544,5 світлових років від Сонця.

## Пекулярний хімічний склад
HD86216 належить до Хімічно пекулярних зір з пониженим вмістом гелію 
й в її  зоряній атмосфері спостерігається нестача He у порівнянні з його вмістом в атмосфері Сонця.